# Pterodroma lessonii
Il petrello testabianca (Pterodroma lessonii Garnot, 1826) è un uccello marino della famiglia dei Procellariidi originario dell'oceano australe.

## Descrizione

### Dimensioni
Misura 40-46 cm di lunghezza, per un peso di 580-810 g; l'apertura alare è di 109 cm.

### Aspetto
Questo uccello di medie dimensioni si distingue per la testa bianca e la macchia scura dietro l'occhio, che diviene grigio perlato sulla nuca. Una grande zona di colore dal grigio perlato al grigio-blu orna la mantellina, il dorso, la maggior parte delle scapolari e il margine interno delle piccole copritrici. Posteriormente alle spalle è presente una fascia grigio-brunastra che separa queste dal bianco-grigiastro del groppone, delle sopracaudali e della coda. Le copritrici superiori sono quasi uniformemente grigio-brunastro scuro. Il sottoala è prevalentemente grigio-brunastro scuro, fatta eccezione per il margine posteriore e le ascellari, che sono biancastri. La base delle primarie e i margini delle copritrici mediane presentano una tonalità argentata. Il collo è parzialmente cerchiato di grigio chiaro. Il resto delle parti inferiori è interamente bianco. L'iride è marrone scura, il becco nero. La base delle zampe è rosa, il resto nero. La femmina è leggermente più piccola, soprattutto per quanto riguarda le ali e la coda. I giovani sono simili agli adulti, ma talvolta si possono distinguere per la lucentezza del loro piumaggio. Le popolazioni delle Kerguelen sono morfologicamente simili a quelle delle Crozet, ma sono più grandi di quelle delle isole degli Antipodi. I petrelli testabianca si distinguono dai petrelli piumosi (Pterodroma mollis) per il becco più massiccio e le dimensioni relativamente più grandi. Il collare è spesso più chiaro e più incompleto nei petrelli delle Kermadec (Pterodroma neglecta). Inoltre, in questi ultimi, le macchie argentate della parte inferiore delle ali spiccano maggiormente sullo sfondo. I petrelli grigi (Procellaria cinerea) hanno un becco più chiaro e più lungo, nonché un piumaggio uniformemente grigio, anche sulla testa.

### Voce
I petrelli testabianca fanno udire veri e propri richiami solamente quando sono nelle colonie. Vocalizzano soprattutto in volo e rimangono per la maggior parte del tempo silenziosi quando sono a terra. Durante le parate, i tipi di grida più frequenti sono dei ti-ti-ti-ti o dei si-si-si che vengono emessi da entrambi i partner nel corso di inseguimenti aerei. Degli ooo-er scontrosi possono talvolta alternarsi a dei kukoowik. È possibile udire anche dei tewi, tew-i, dei wi-wi-wi-wi o dei wik-wik-wik gutturali e potenti. Le grida di solito raggiungono l'apice 60 minuti dopo il tramonto per poi diminuire durante la notte. A volte può verificarsi un secondo picco pochi minuti prima dell'alba. Non vi è alcuna differenza tra le grida prodotte dai maschi e quelle dalle femmine. Le grida sono simili a quelle dei petrelli aligrandi (Pterodroma macroptera).

## Biologia
Dopo la riproduzione, i petrelli testabianca si disperdono attraverso le regioni meridionali degli oceani, risalendo con maggior frequenza il Pacifico meridionale che non l'Atlantico meridionale. In quest'ultimo, possono spingersi a nord fino al sud del Brasile (Rio Grande do Sul e Santa Catarina). Sono assenti dalle colonie solamente per due mesi, da giugno a metà agosto. Gli adulti sono meno agili dei giovani. Le bande che vengono avvistate a dicembre nello stretto di Magellano sembrano essere costituite da esemplari immaturi.

### Alimentazione
A quanto pare, i petrelli testabianca consumano principalmente calamari e crostacei, ma anche il pesce fa parte del menu. Nelle isole Kerguelen, la dieta dei pulcini è composta principalmente da calamari, presenti nei pasti di 4 piccoli su 5. A questi fanno seguito pesci e crostacei, che costituiscono oltre il 30% della dieta. Questi uccelli si nutrono principalmente di notte e catturano le loro prede vicino alla superficie, anche se talvolta arrivano a tuffarsi in acqua. I petrelli testabianca si associano ad altre specie di Procellariiformi quali le berte e i prioni e, all'occasione, approfittano della presenza dei cetacei. Seguono molto raramente i pescherecci da traino.

### Riproduzione
La stagione della nidificazione inizia ad ottobre, ma il ritorno degli uccelli nelle colonie avviene già alla fine di agosto. Prima dell'accoppiamento ha luogo un esodo pre-nuziale sul quale abbiamo poche informazioni, ma che dura da metà ottobre a metà novembre nelle Kerguelen. La deposizione ha luogo dal 20 novembre al 17 dicembre a Macquarie e dal 29 novembre al 12 dicembre nelle Kerguelen. Sempre in queste ultime isole, il periodo della schiusa va dal 24 al 30 gennaio e l'involo sopraggiunge tra il 2 maggio e il 12 giugno. I petrelli testabianca rimangono nei siti di nidificazione per quasi 10 mesi all'anno. Tuttavia, solo il 7-13% delle coppie che hanno allevato il proprio pulcino con successo fa ritorno nello stesso posto l'anno successivo, cosa che invece fa oltre l'80% delle coppie che non sono riuscite ad allevare il proprio piccolo. Questi uccelli nidificano in colonie sciolte dove risiedono rigorosamente durante la notte, ma possono anche nidificare da soli o in piccoli gruppi. La deposizione avviene all'interno di gallerie che misurano 1 o 2 metri di lunghezza che vengono scavate nella terra molle o tra i detriti. Ogni covata comprende un unico uovo bianco che misura 50 mm per 70 e viene covato per 52-61 giorni. Il primo turno di cova è compito della femmina e dura da 2 a 16 giorni, il secondo è compito del maschio e dura da 15 a 24 giorni. In tutto i partner si avvicendano nella cova 5 volte. Alla nascita, i pulcini sono ricoperti di piumino grigiastro; vengono nutriti da entrambi i genitori e si involano nel giro di 110 giorni, quando raggiungono un peso di oltre 600 grammi. Per portare cibo ai piccoli durante il periodo di permanenza nel nido, i genitori effettuano spedizioni che durano da 2 a 6 giorni e mezzo. Il 42% dei giovani sopravvive al primo anno.

## Distribuzione e habitat
I petrelli testabianca risiedono nelle acque temperate dell'Atlantico meridionale e nelle acque glaciali che circondano il continente antartico. Vicino alla Nuova Zelanda, nidificano a Macquarie, nelle isole Auckland, nelle isole degli Antipodi e probabilmente nell'isola di Campbell. Nel sud dell'oceano Indiano, si riproducono nelle isole Crozet, nelle Kerguelen e senza dubbio nelle isole del Principe Edoardo.
I petrelli testabianca sono uccelli marini quasi prevalentemente pelagici che raramente si avvicinano alle coste, se non quando nidificano nelle colonie. Tuttavia, si avvicinano alla terraferma durante le tempeste o nei giorni di particolare maltempo. Nelle isole sub-antartiche, nidificano vicino alla costa o nell'entroterra, a circa 300 metri sul livello del mare. Occupano terreni pianeggianti o leggermente in pendenza, che presentano a volte vegetazione sparsa come ciuffi d'erba, felci e arbusti. Nelle isole Kerguelen, i petrelli si riparano sotto una copertura di piante a cuscino della famiglia delle Apiacee (Azorella selago) o tra le Acaena che ricoprono i ghiaioni. Per nidificare, si impadroniscono delle gallerie che cedono loro le berte grigie (Ardenna grisea) dopo una dura competizione.

## Conservazione
I petrelli testabianca non sono minacciati a livello globale. La popolazione mondiale viene attualmente stimata in 600.000 esemplari. I siti chiave per la riproduzione sono le isole degli Antipodi e l'arcipelago delle Auckland (Adams, Disappointment, Enderby, Ewing, Ocean e Rose Island), che ospitano almeno 100.000 coppie ciascuno. Tra 20 e 50.000 esemplari nidificano nelle Kerguelen e alcune centinaia di coppie nelle Crozet. Nel 1978 Macquarie ospitava circa 7500 coppie, ma questa popolazione sta gradualmente diminuendo, probabilmente a causa dei predatori introdotti. Nell'oceano Pacifico sud-orientale sono stati censiti più di 18.000 individui. Questi uccelli subiscono gli attacchi di predatori quali gli stercorari e i weka (Gallirallus australis). I conigli distruggono indirettamente i nidi riappropriandosi delle gallerie occupate da questi uccelli. L'eradicazione della fauna inappropriata e dei predatori dovrebbe essere necessaria nelle isole dove la specie nidifica. Inoltre, sarebbe necessario uno studio per individuare le ragioni del declino.